# Edmond Spapen
Edmond Spapen (n. 22 noiembrie 1906, Antwerpen, Flandra, Belgia – d. secolul al XX-lea) a fost un luptător ce a reprezentat Belgia, medaliat olimpic. A participat la o ediție a Jocurilor Olimpice (1928) în care a câștigat o medalie de argint.

## Participări
Lista de mai jos prezintă principalele competiții la care a participat Edmond Spapen de-a lungul carierei.
- wrestling at the 1928 Summer Olympics – men's freestyle bantamweight[*]